# Jassulus brunneus
Jassulus brunneus är en insektsart som beskrevs av Evans 1955. Jassulus brunneus ingår i släktet Jassulus och familjen dvärgstritar. Inga underarter finns listade i Catalogue of Life.